# Lasiona
Lasiona (in greco Λασιώνα?) è un ex comune della Grecia nella periferia della Grecia Occidentale (unità periferica dell'Elide) con 2.562 abitanti secondo i dati del censimento 2001.
È stato soppresso a seguito della riforma amministrativa, detta Programma Callicrate, in vigore dal gennaio 2011 ed è ora compreso nel comune di Archea Olympia.